# Mineuse
Taxons concernés
Parmi les Diptera :
- Famille des Agromyzidae
  - espèce Agromyza nigrella
  - espèce Napomyza gymnostoma
  - espèces du genre Liriomyza

Parmi les Lepidoptera :
- Famille des Gelechiidae
  - espèce Anarsia lineatella
  - espèce Keiferia lycopersicella
  - espèce Tuta absoluta
- Famille des Gracillariidae
  - espèce Cameraria ohridella
  - espèce Phyllocnistis citrella (en)
  - espèce Phyllonorycter blancardella
  - espèces du genre Phyllonorycter
- Famille des Lyonetiidae
  - espèce Leucoptera malifoliella (en)
  - espèce Lyonetia clerkella (en)
- Famille des Nepticulidae
  - espèce Stigmella malella (en)
  - espèce Stigmella aurella

Parmi les Hymenoptera :
- Sous-ordre des Symphyta

Parmi les Coleoptera :
- Famille des Curculionidae
- Famille des Chrysomelidaemodifier

Mineuse ou insecte mineur est un nom vernaculaire ambigu désignant des insectes parasites (principalement des larves de mouches ou de papillons) qui creusent dans les feuilles des galeries, entre les deux épidermes du limbe, formant ce que l'on appelle une mine en consommant le parenchyme chlorophyllien. Certaines espèces minent également les bourgeons, les fruits, ou les jeunes écorces des tiges à l'intérieur desquels elles accomplissent généralement leur mue larvaire et leur nymphose. 
Par ce travail de minage, l'insecte provoque sur la feuille l'apparition de dessins ou de taches, d'ordinaire caractéristiques pour chaque espèce. La géométrie de la mine (linéaire, ramifiée, serpentine ou sinueuse, circulaire, en spirale, etc.) et la disposition du « frass » (excréments et vermoulure) permettent en général une détermination précise du ravageur. 

## Physiologie, comportement et écologie
Une mine d'insecte est une galerie forée dans l'épaisseur d'une feuille, entre l'épiderme supérieur et l'épiderme inférieur par des larves de petites tailles pour s'alimenter et accumuler un maximum de ressources. Les mères sont assez exigeantes quant au niveau de qualité des feuilles-hôtes acceptables pour ponte. Si cette qualité est insuffisante, elles sélectionnent d'autres parties de la plante : racine, bourgeon, fleur ou fruit. 
Il existe des mines de différentes formes : certaines sont spiralées, d'autres très allongées, d'autres en plaque ou en tache et leur aspect permet souvent d'identifier l'espèce de l'insecte. 
Alors que de nombreuses espèces passent tout leur stade larvaire à creuser des galeries et à vivre dans ces mines, les larves d'autres espèces minent exclusivement dans leurs stades jeunes et poursuivent ensuite leur développement dissimulées à l'extérieur dans des fourreaux, des constructions foliaires ou librement sur la surface des feuilles. Ces larves sont en général monophages, les oligophages sont moins fréquentes et les polyphages exceptionnelles. Compte tenu de leur milieu de vie très contraint, elles présentent « diverses adaptations convergentes : des yeux réduits ou absents (il n’y a rien à voir) ; des pattes très réduites ou absentes (il suffit de ramper comme dans un tunnel étroit) ; une taille très réduite qui exclut les grandes espèces et une forme aplatie ; une tête non dirigée vers le bas mais en avant et fortement aplatie elle aussi. Pour identifier le groupe auquel appartient une larve donnée, il faut donc s’équiper d’une très bonne loupe mais cela suppose de déchirer la mine ce qui condamne de facto son occupant ».
Une fois que les nymphes ont quitté la mine, plusieurs cortèges d'insectes non mineurs peuvent venir s'installer dans ces abris, ce qui fait qualifier ces mineuses d'espèces ingénieures.

## Impact sur la végétation
La conséquence du minage pour la plante est une réduction de sa capacité photosynthétique, ce qui entraîne des retards de croissance et de développement variables selon la fraction des surfaces foliaires atteintes. En cas de forte infestation, il peut y avoir un dessèchement total du feuillage, des nécroses sur les feuilles, les fruits ou les bourgeons qui sont alors sensibles aux attaques d'autres pathogènes (champignons, bactéries).

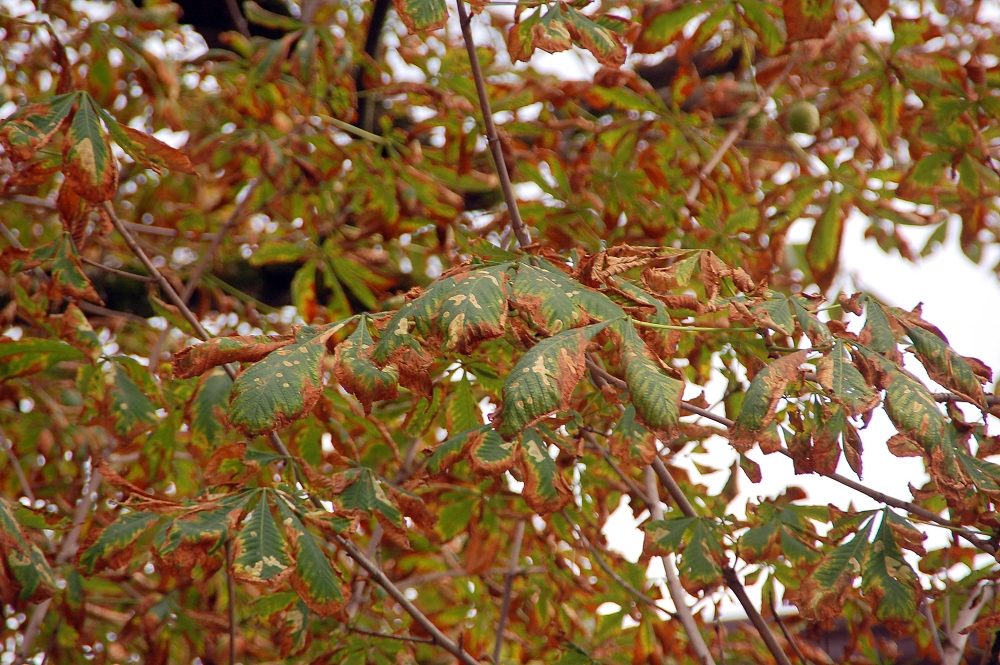
Dégâts causés par la Mineuse du marronnier.

Organismes nuisibles à l'agriculture, à l'horticulture et aux arbres forestiers, un certain nombre d'entre eux sont devenus des espèces invasives importantes dont la pullulation peut avoir une incidence économique ou écologique (mineuse du marronnier, ravageurs des agrumes, mouche mineuse de la pomme de terre…). Les dégâts foliaires augmentent avec le réchauffement climatique qui favorise les éclosions avancées, augmente les abondances et les taux d'infestations. La lutte contre ces ravageurs passe par des mesures de prophylaxie et des méthodes de lutte biologique (emplois de pièges à phéromones, d'auxiliaires parasitoïdes, des œufs et des larves) préférables à l'utilisation d'insecticides chimiques qui induisent l'acquisition de résistance chez les nuisibles et ont des effets sur l'environnement et la santé humaine.
L'impact des mineuses, tel qu'il peut s'apprécier par la densité des mines foliaires, est variable selon les espèces mais également d'une station à l'autre et d'un arbre à un autre pour une même espèce mineuse. En dehors des périodes de pullulation, l'incidence du minage sur les feuilles est le plus souvent faible, tout au moins en milieu naturel. Les parasitoïdes d'œufs ou de larves jouent en effet un rôle important dans la régulation des populations de mineuses.

## Histoire évolutive

Chronologie de l'évolution des plantes et des types d'herbivorie (leaf mining=minage).

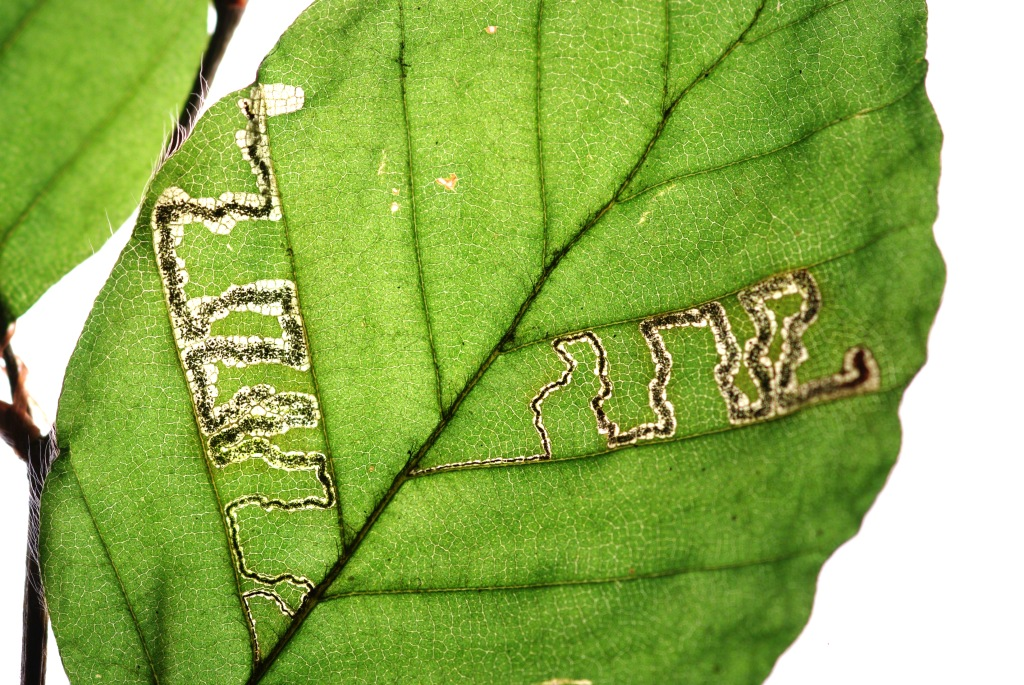
La larve mineuse de ' creuse des galeries en contournant les nervures plus coriaces à manger. Les changements de direction sont stéréotypés.

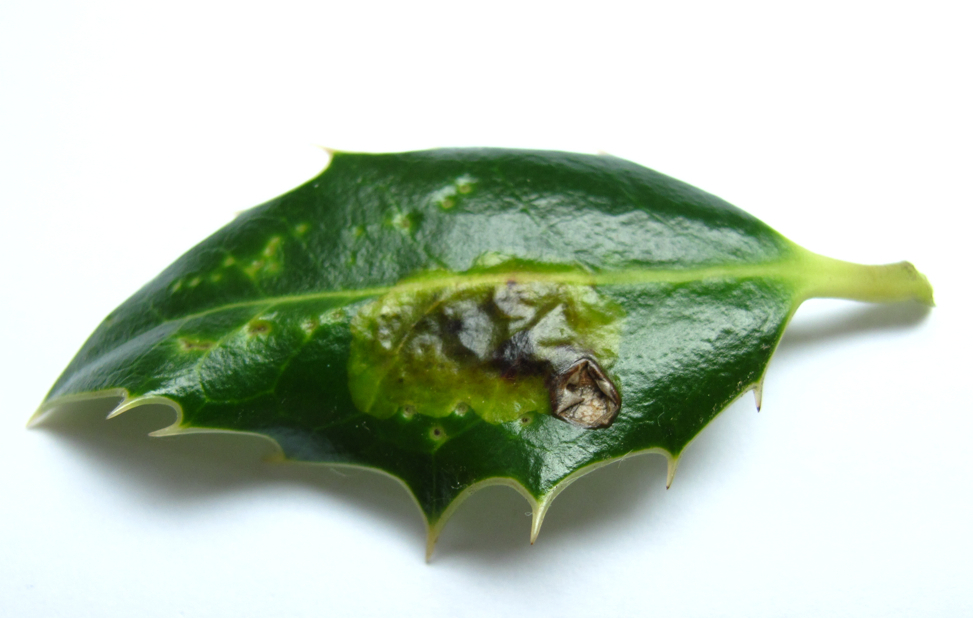
Galeries de larves de Phytomyza ilicis dans une feuille de Houx. La larve a induit une hyperplasie et une hypertrophie cellulaire.

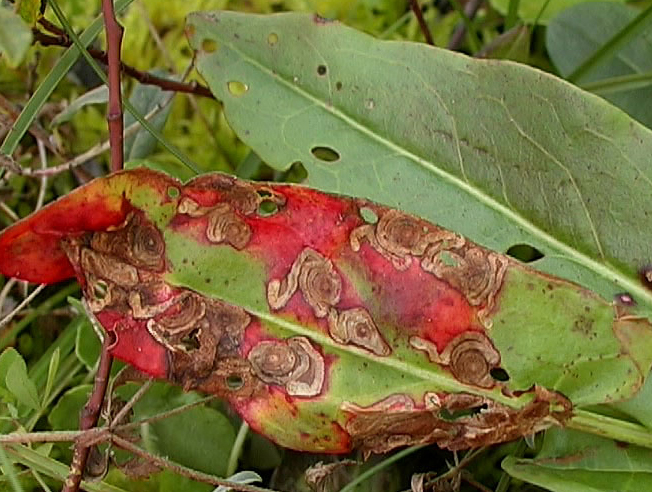
La nepticule de l'oseille produit des éliciteurs de réactions de défense : la plante synthétise des tanins toxiques rouges qui ont peu d'effet sur l'insecte

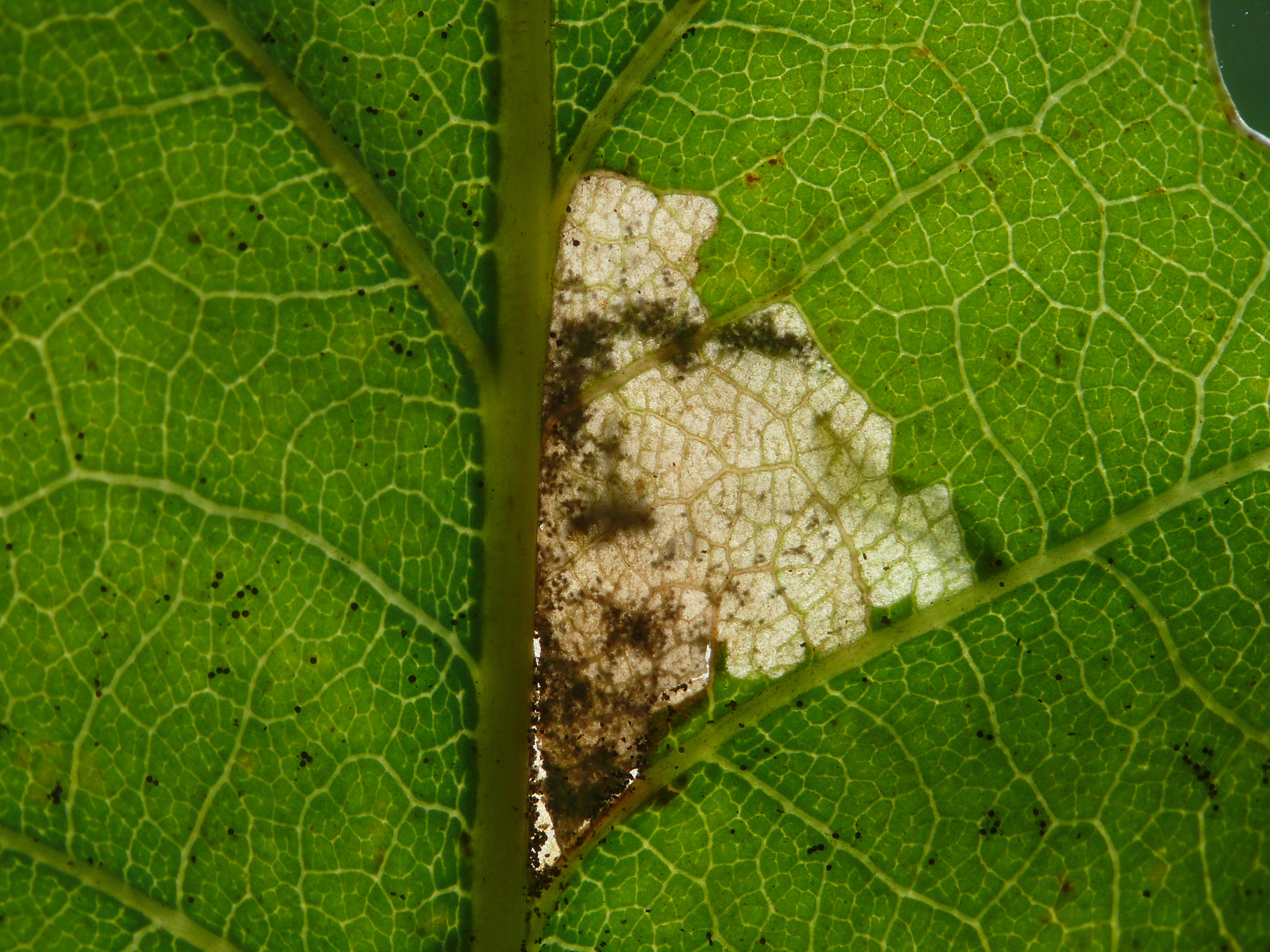
La larve de ' crée un lambeau triangulaire ouvert sur l'extérieur qui permet de rejeter les excréments.

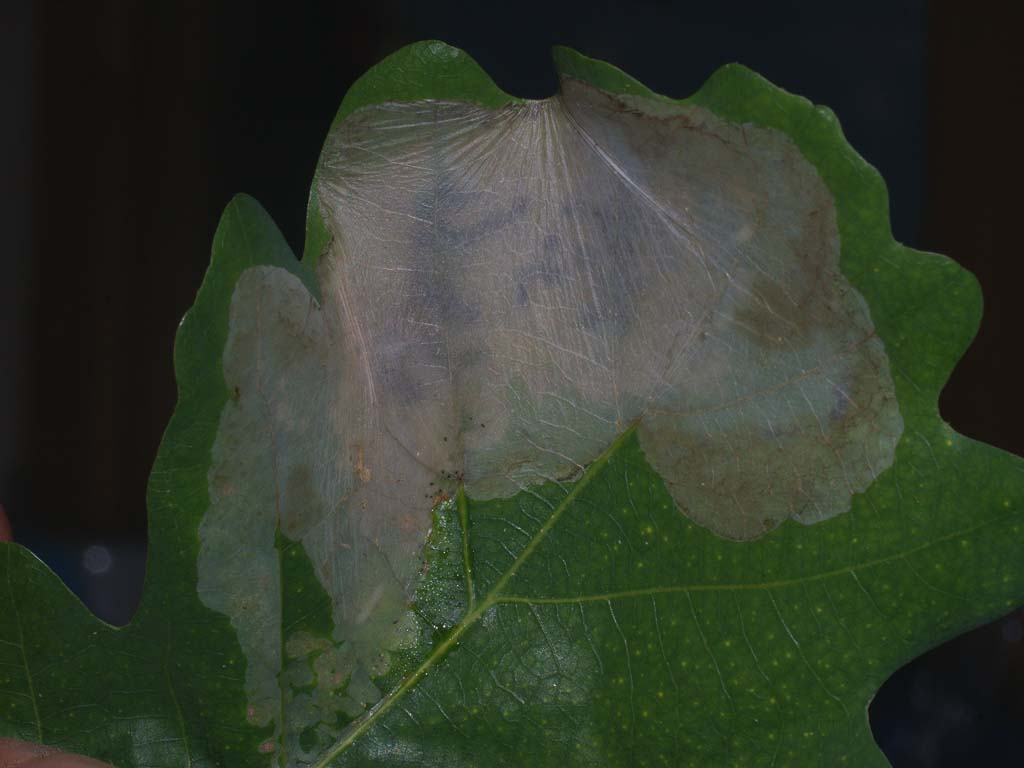
Mine-tente de Acrocercops brongniardella : la plaque est tapissée de soie tissée, ce qui la fait sécher et soulever l'épiderme en cloque.

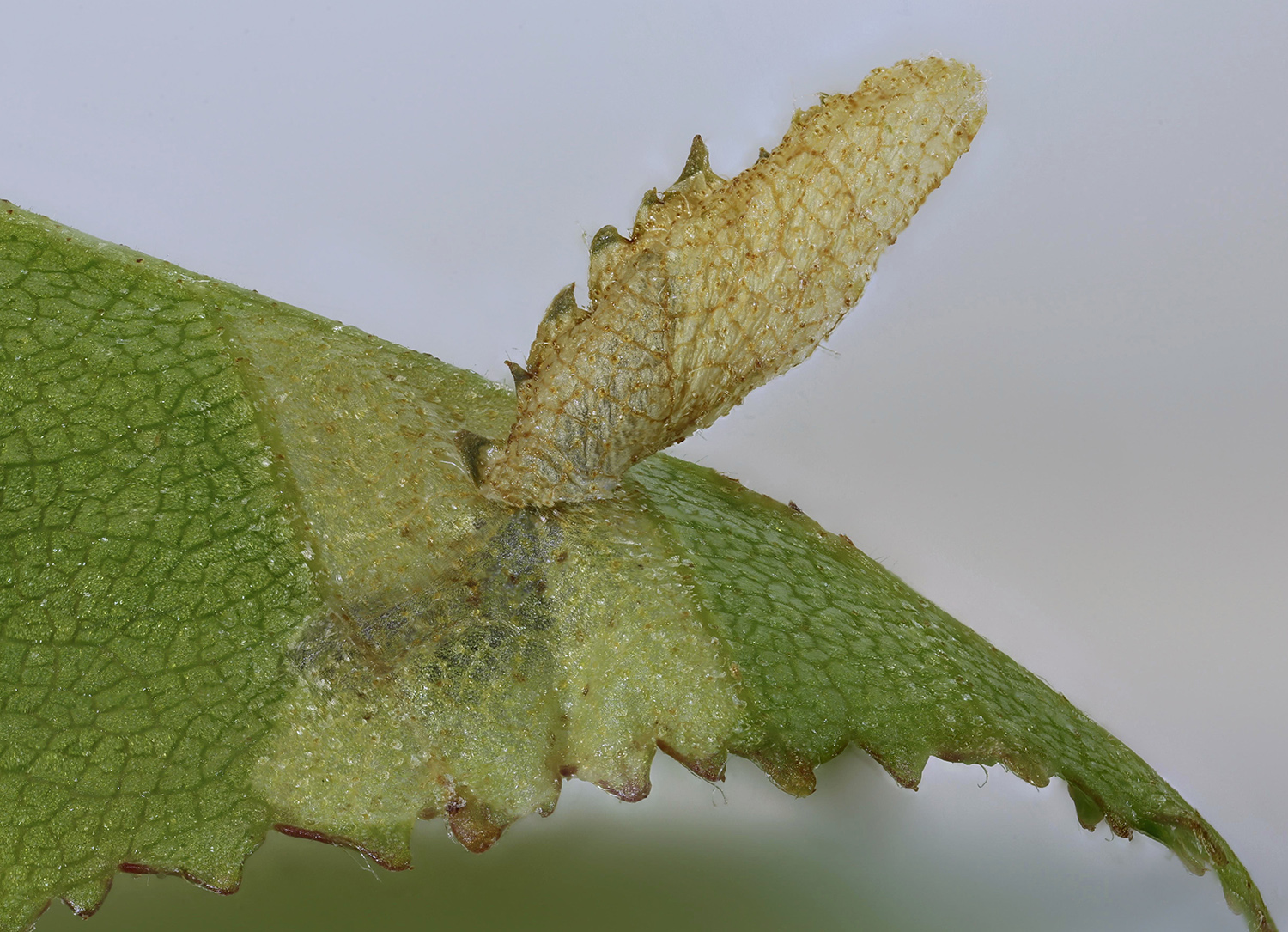
La chenille du porte-case du bouleau se nourrit comme une mineuse mais se cache dans une case puis un fourreau en forme de cigare à partir duquel elle creuse de petites taches ou mines taches.

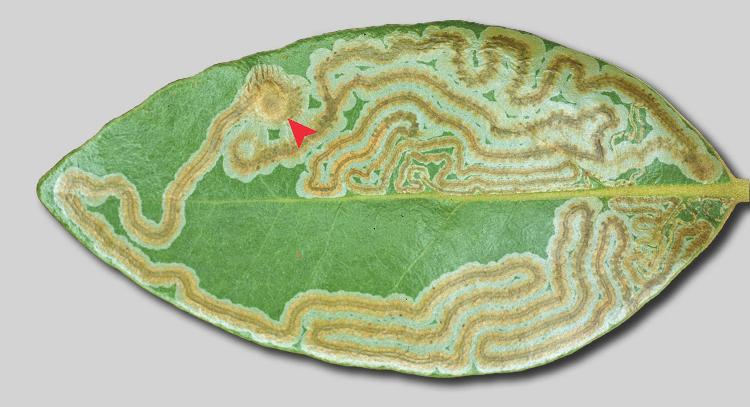
Mine-corridor de Phyllocnistis hyperpersea sur une feuille de laurier.

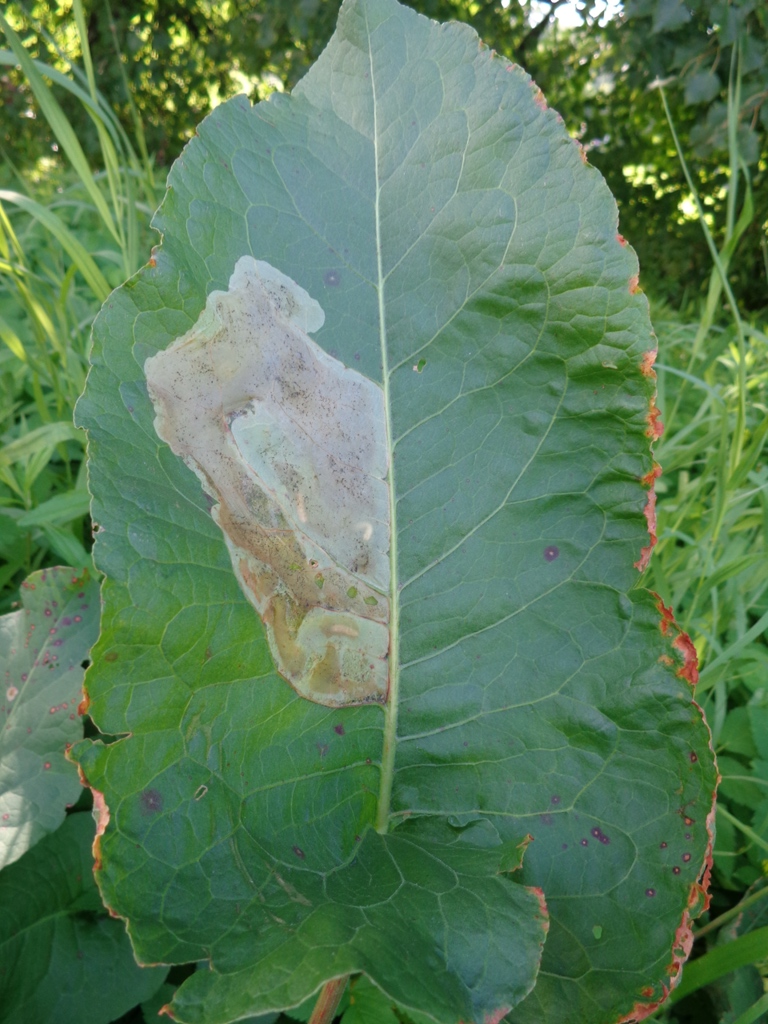
Les grandes plages où se développent des asticots de Pegomya sont des mines collectives.

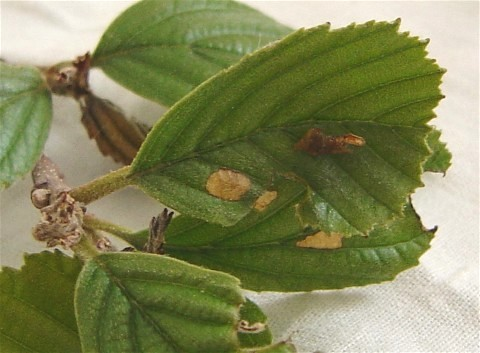
La chenille de ' creuse des mines taches mais vit dans un fourreau fabriqué à l'aide de morceaux de feuilles et de fils de soie.

Quatre grandes lignées indépendantes d'insectes endo-phytophagess ont évolué vers ce mode de vie très spécialisé. Il permet de se protéger de l'environnement physique (risques de dessiccation, UV), d'échapper aux ennemis naturels (prédateurs, parasitoïdes, parasites, agents pathogènes), constituant un véritable succès évolutif. Ces lignées comprennent environ 30 000 espèces réparties dans 51 familles qui appartiennent dans leur grande majorité aux quatre principaux ordres d'insectes holométaboles : des diptères (asticots des mouches de la famille des Agromyzidés, avec plus de 2 500 espèces), des lépidoptères (chenilles de 34 familles différentes de microlépidoptères), de manière plus anecdotique des hymenoptères (tenthrèdes) et des coleoptères,.
La coévolution plantes hôtes et insectes parasites a émergé très tôt, certaines mineuses devant se nourrir de tissus durs de Gymnospermes ou de Lycophytes arborescentes. La plupart des ordres majeurs des insectes existaient déjà au Trias moyen, il y a 240 Ma, avant l'apparition des Angiospermes, telle la lignée des Nepticulidés dont les chenilles se sont probablement adaptées à la nouvelle source alimentaire offerte par les tissus végétaux plus tendres des plantes à fleurs.
Les feuilles étant la source alimentaire majeure des insectes phytophages, ces derniers ont élaboré trois principales stratégies d'exploitation : creuser des feuilles pour consommer des tissus à haute valeur nutritionnelle ou induire des galles en manipulant la physiologie de la plante pour provoquer l'hyperplasie et l'hypertrophie cellulaire. Comme les animaux gallicoles, quelques espèces de mineuses peuvent induire une masse calleuse par des agents inducteurs (hormones végétales, en particulier l'auxine, peptides, cytokines) présents dans les déjections larvaires. Les insectes foreurs de tige (dont les xylophages) forment la troisième forme majeure d'endo-phytophagie.

## Noms français et noms scientifiques correspondants
Parmi les mineurs de feuilles qui peuvent aussi être, bien que plus rarement, des larves de Coléoptères ou d'Hyménoptères, les espèces listées ici ont les caractéristiques générales des Diptères ou des Lépidoptères, avec des nuances pour chaque espèce : voir les articles détaillés pour plus d'informations sur leur description ou leur mode de vie.
Liste alphabétique de noms vulgaires ou de noms vernaculaires attestés en français.

Note : certaines espèces ont plusieurs noms et figurent donc plusieurs fois dans cette liste. Les classifications évoluant encore, certains noms scientifiques ont peut-être un autre synonyme valide.
- Mineuse - tout insecte mineur foliaire ou mineur d'autres organes, et plus spécifiquement la Mineuse du marronnier (Cameraria ohridella[13]).
- Mineuses - Agromyzidae[14] et Lithocolletis[15] (syn. Phyllonorycter)
- Mineuse américaine de la tomate - Tuta absoluta[16]
- Mineuse cerclée - Leucoptera malifoliella (en)[17]
- Mineuse de l'épinard - Pegomya hyoscyami (en)[14]
- Mineuse de la tomate - Keiferia lycopersicella [18] et Tuta absoluta[19]
- Mineuse des agrumes - Phyllocnistis citrella (en)[20]
- Mineuse des céréales - Agromyza nigrella[21]
- Mineuse des feuilles d'arbres fruitiers - Lyonetia clerkella (en)[22],[23]
- Mineuse des feuilles du pommier - Stigmella aurella (en)[24]
- Mineuse des ronces - Stigmella aurella[25]
- Mineuse du marronnier - Cameraria ohridella[15]
- Mineuse du poireau - Napomyza gymnostoma[26]
- Mineuse marbrée - Phyllonorycter blancardella[27],[28]
- Mineuse sinueuse - Lyonetia clerkella (en)[23]
- Mineuse sud-américaine de la tomate - Tuta absoluta[29]
- Mouches mineuses - Liriomyza[30]
- Petite mineuse ou Petite mineuse du pêcher - Anarsia lineatella[31],[32]

## Galerie
| |
| Larve de Mineuse du marronnier (Cameraria ohridella), circulant dans une feuille de Marronnier commun |

|                               |
| Mineuse du marronnier, imago. |